# Babbie
Babbie é uma cidade  localizada no estado americano do Alabama, no Condado de Covington.

## Demografia
Segundo o censo americano de 2000, a sua população era de 627 habitantes.
Em 2006, foi estimada uma população de 632, um aumento de 5 (0.8%).

## Geografia
De acordo com o United States Census Bureau, a localidade tem uma área de 30,1 km², dos quais 29,9 km² cobertos por terra e 0,2 km² cobertos por água.

## Localidades na vizinhança
O diagrama seguinte representa as localidades num raio de 16 km ao redor de Babbie.